# Ora Kedem

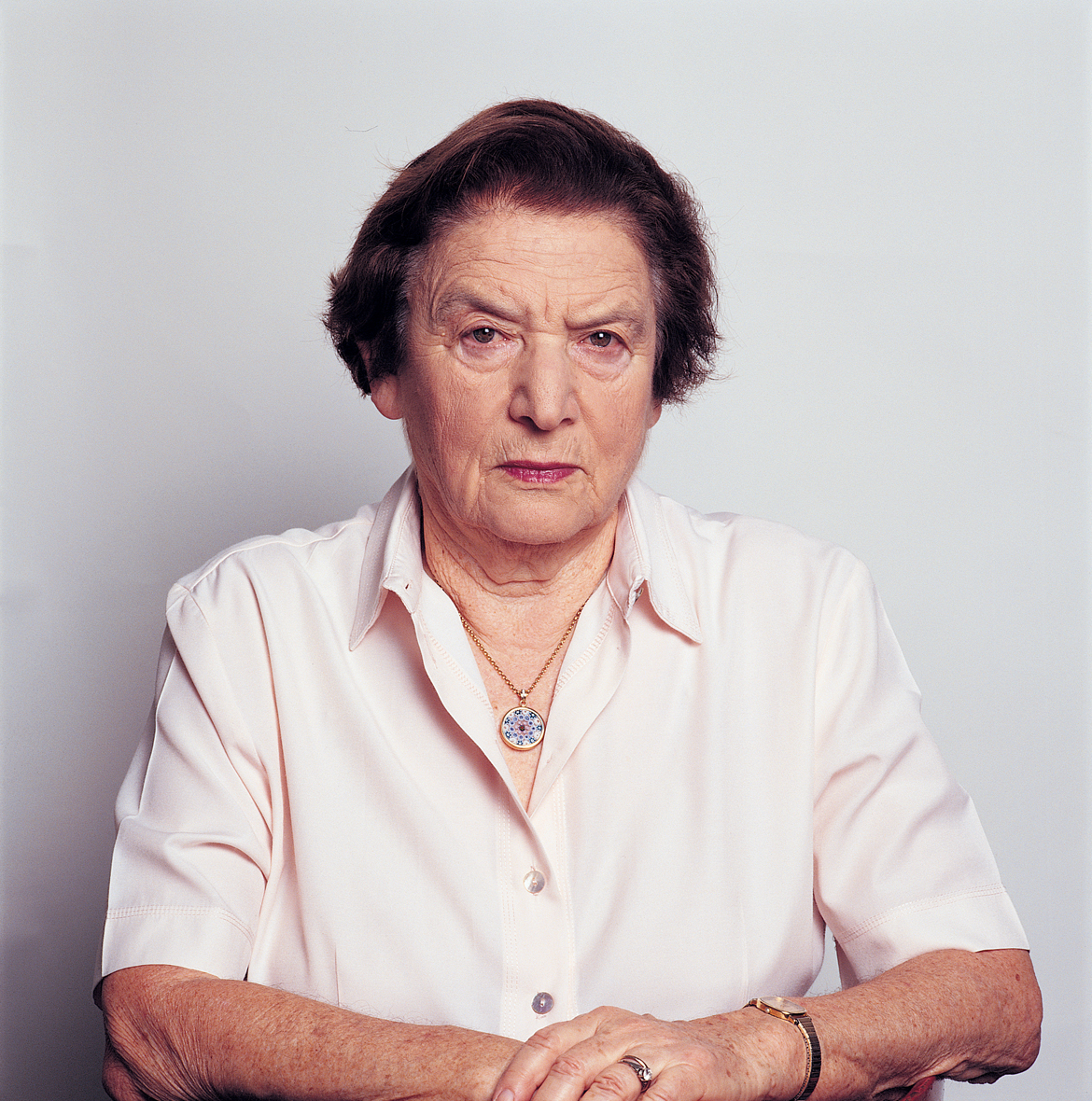
Ora Kedem

Ora Kedem (hebräisch אורה קדם, geb. als Orah Katz am 2. Juli 1924 in Wien) ist emeritierte Professorin für Physikalische Chemie am Weizmann-Institut für Wissenschaften, Israel, und Israel-Preis-Trägerin. Schwerpunkt ihrer Arbeit ist die Erforschung von Transportprozessen über biologische und Polymer-Membranen sowie von Verfahren zur Meerwasserentsalzung.

## Biographie
Ora Kedem floh vor den Nazis aus Österreich und emigrierte 1940 nach Palästina ins heutige Israel. Von 1947 bis 1949 war sie Lieutenant der Israelischen Streitkräfte. Sie studierte Chemie an der Hebräischen Universität Jerusalem und wurde 1953 am Weizmann-Institut für Wissenschaften in Rechovot promoviert. Gemeinsam mit dem Physikochemiker Aharon Katchalsky veröffentlichte sie grundlegende Arbeiten zur Analyse des Verhaltens von Biomembranen im Rahmen der Thermodynamik irreversibler Prozesse. 1961 wurde sie für ihre Verdienste im Bereich der Biowissenschaften mit dem Israel-Preis des Staates Israel ausgezeichnet.
Nach einer Dozententätigkeit an der Harvard Medical School in Massachusetts (1963 bis 1964), arbeitete sie ab 1965 als Fakultätsmitglied am Weizmann-Institut. 1970 wurde sie dort ordentliche Professorin (min ha-minyan) am Lehrstuhl für Polymer-Forschung. 1974 gründete sie die Abteilung für Membranforschung, die sie mehrere Jahre als Direktorin leitete. 1979 wurde sie mit dem Bourke Award der Royal Society of Chemistry ausgezeichnet.
2005 wurde sie zum Mitglied der National Academy of Engineering gewählt. Sie ist Mitbegründerin der Ben-Gurion-Universität des Negev. 2007 wurde sie Ehrendoktorin der Universität Twente. 2019 erhielt sie den Lifetime Achievement Award der Israeli Associations of Chemical Engineering, Manufacturers, and Engineers and Architects.

## Werke
- O. Kedem, A. Katchalsky: Thermodynamic analysis of the permeability of biological membranes to non-electrolytes. In: Biochim. Biophys. Acta. 27 (1958), S. 229–246. doi:10.1016/0006-3002(58)90330-5
- O. Kedem, S. Roy Caplan: Degree of coupling and its relation to efficiency in energy conversion. In: Transactions of the Faraday Society. 61 (1965), S. 1897–1911.
- C. Linder und O. Kedem: Asymmetric ion exchange mosaic membranes with unique selectivity. In: Journal of Membrane Science. 181 (2001), S. 39–56.